# Pseudocordylus
Pseudocordylus är ett släkte av ödlor. Pseudocordylus ingår i familjen gördelsvansar.
Kladogram enligt Catalogue of Life:
| Pseudocordylus | \| \| Pseudocordylus melanotus \| \| \| \| \| \| Pseudocordylus microlepidotus \| \| \| \| |
|                | \| \| Pseudocordylus melanotus \| \| \| \| \| \| Pseudocordylus microlepidotus \| \| \| \| |
|                | Chamaesaura                                                                                |
|                |                                                                                            |
|                | Cordylus                                                                                   |
|                |                                                                                            |
|                | Platysaurus                                                                                |
|                |                                                                                            |
|                | Pseudocordylus melanotus                                                                   |
|                |                                                                                            |
|                | Pseudocordylus microlepidotus                                                              |
|                |                                                                                            |

|  | Pseudocordylus melanotus      |
|  |                               |
|  | Pseudocordylus microlepidotus |
|  |                               |